# Геометрија молекула
Молекуларна геометрија или молекуларна структура је три-димензионо уређење атома који сачињавају молекул. Она условљава низ особина супстанце међу којима су реактивност, поларност, фаза материје, боја, магнетизам, и биолошка активност.

## Експерименталне методе
Чак и најбољи електронски микроскопи нису у стању да покажу изглед молекула већ само обрисе и то само огромних молекула као што су протеини. Ипак постоје методе помоћу којих се може одредити тј. предвидети геометрија молекула само уз помоћ структурне формуле. Најједноставнија метода за предвиђање просторног облика хемијских једињења јесте она која користи правило о одбијању валентних електронских парова. По овој методи распоред електронских парова у највишем електронском нивоу око централног атома одређује просторни облик молекула. Електрони су негативно наелектрисане честице, што узрокује распоред у коме су они најудаљенији један од другог. Кад растојање буде највеће, одбијање ће бити најмање, те ће молекул бити најстабилнији. Распоред валентних електронских парова зависи од њиховог броја. Нпр. код метана (CH4) четири електронска пара најмање ће се одбијати ако се налазе на ивицама правилног тетраедра.
Код једињења са 3 електронска пара (нпр. BF3) молекул је најстабилнији када се парови налазе под угловима од 120°; распоред је у једној равни. Ако је централни атом окружен великим бројем валентних електронских парова молекул може да има веома различите облике. Разматрање просторног распореда атома у молекулу је веома комплексан део хемије и њиме се бави засебна дисциплина - стереохемија. Динамичка стереохемија податке добијене о просторном распореду користи за предвиђање понашања тих молекула у хемијским реакцијама, што је од посебног значаја за органске реакције у органзму које су веома стереоспецифичне.
Молекуларна геометрија може бити одређена разним спектроскопским и дифракционим методима. , микроталасна и Раманова спектроскопија могу да произведу информације о молекулској геометрији из детаља детектованих вибрационих и ротационих апсорбанци. Кристалографија, неутронска дифракција и електронска дифракција могу да произведу молекуларну структуру кристала на бази растојања између језгра и концентрације електронске густине. Гасна електронска дифракција се може користити за мале молекуле у гасној фази. НМР и  методи се могу користити за одређивање комплементарних информација као што су релативна растојања, диедрални углови, углови веза, и повезаност. Ниже температуре су подесније за одређивање молекуларне геометрије, јер су вишим температурама оне средње вредности доступних геометрија. Већи молекули се често јављају у више стабилних геометрија (конформациони изомеризам) са сличним енергетским нивоима на површини потенцијалне енергије. Геометрије се исто тако могу израчунати користећи  квантум хемијски методе до високе прецизности. Молекуларна геометрија може да се буде различита у чврстој, течној, и гасовитој фази.

## Изомери
Изомери су типови молекула који имају исту хемијску структуру али различите геометрије, последица чега су веома различите особине:
- Чиста супстанца се састоји од само једног типа изомера.
- Структурни изомери имају исту хемијску формулу али различите физичке аранжмане, често формирајући алтернативне молекуларне геометрије са веома различитим особинама. Атоми нису везани у истом реду.
  - Функционални изомери су специјална врста структурних изомера, где поједине групе атома испољавају специјалне начине понашања, као што су етар или алкохол.
- Стереоизомери могу да имају многе сличне физичко-хемијске особине (тачка топљења, тачка кључања) и истовремено веома различите биохемијске активности. То је због тога што они манифестују хиралност која се често среће код живих система. Једна манифестација хиралности је њихова способност ротирања поларизоване светлости у различитим смеровима.
- Протеинско склапање је процес формирања молекула комплексне геометрије и различитих изомера које протеини могу да имају.

## Типови молекулске структуре
Постоји шест основних типова молекула
- Линеарни: У линеарном моделу, атоми су везан у правој линији. Углови веза су 180°. Пример таквог молекула је угљен-диоксид.
- Тригонално планарни: Ови молекул су троугаони и леже у једној равни. Њихови углови веза су 120°. Пример молекула из ове групе је бор трифлуорид.
- Тетраедрални: Ови молекули имају четири површине. Они имају четири везе на централном атому без додатних слободних електронских парова. Углови веза између електронских веза су  (−1/3) = 109.47°. Пример тетраедралног молекула је метан (CH4).
- Октаедрални: Они имају осам површина. Угао веза је 90 степени. Пример октаедралног молекула је сумпор хексафлуорид (SF6).
- Пирамидални: Ови молекули имају пирамидни облик. Они имају три пара везаних електрона, и слободни електронски пар. Одбијање слободног пара и везаних парова мења угао од тетраедралног до нешто мање вредности. Пример је NH3 (амонијак).
- Повијени: Повијени или угаони молекули имају нелинеарни облик. Пример таквог молекула је вода, или , која има угао веза од око 106o Молекул воде има два пара везаних електрона и два слободна пара.

### табела
Углови веза у следећој табели су идеални углови из једноставне VSEPR теорије. Њима следе стварни углови за дате примере, уколико се они разликују. У многим случајевима, као што је тригонални пирамидални и повијени, стварни угао примера се разликује од идеалног угла. Угао у  (92°) се разликује од тетраедралног угла много више, него што је то случај за  (104.5°) угао.
| Везујућих електронских парова | Слободних парова | Електронски домени (Стерни #) | Облик                      | Идеални угао везе (угао везе примера) | Пример | Слика |
| ----------------------------- | ---------------- | ----------------------------- | -------------------------- | ------------------------------------- | ------ | ----- |
| 2                             | 0                | 2                             | линеарни                   | 180°                                  | 2      |       |
| 3                             | 0                | 3                             | тригонално планарни        | 120°                                  | 3      |       |
| 2                             | 1                | 3                             | повијени                   | 120° (119°)                           | 2      |       |
| 4                             | 0                | 4                             | тетраедрални               | 109.5°                                | 4      |       |
| 3                             | 1                | 4                             | тригонално пирамидални     | 107.5°                                | 3      |       |
| 2                             | 2                | 4                             | угаони                     | 104.5°                                | 2O     |       |
| 5                             | 0                | 5                             | тригонално бипирамидални   | 90°, 120°                             | PCl5   |       |
| 4                             | 1                | 5                             | тестерасти                 | 180°, 120°, 90° (173.1°, 101.6°)      | 4      |       |
| 3                             | 2                | 5                             | Т-облик                    | 90°, 180° (87.5°, < 180°)             | 3      |       |
| 2                             | 3                | 5                             | линеарни                   | 180°                                  | 2      |       |
| 6                             | 0                | 6                             | октаедрални                | 90°, 180°                             | 6      |       |
| 5                             | 1                | 6                             | квадратно пирамидални      | 90° (84.8°), 180°                     | 5      |       |
| 4                             | 2                | 6                             | квадратно планарни         | 90° 180°                              | 4      |       |
| 7                             | 0                | 7                             | пентагонално бипирамидални | 90°, 72°                              | 7      |       |

## 3D Репрезентације
- Линија или штап - атомска језгра нису представљена. Као и код 2D молекуларних структура овог типа, атоми се подразумевају на теменима.

```
:{| class=wikitable
|-
```

 |

 |

 |

 |
```
|}
```

- График електронске густине - приказује електронску густину одређену било кристалографски или користећи квантум механику

|  |  |  |
- Кугла и штап - атомска језгра су представљена као сфере (кугле) и везе као штапови

```
:{| class=wikitable
|-
```

 |

 |

 |

 |
```
|}
```

- Простор-попуњавајући модели или ЦПК модели - молекул је приказан преклапајућим сферама које представљају атоме

```
:{| class=wikitable
|-
```

 |

 |

 |

 |
```
|}
```

- Дијаграм - приказ протеина где се петље, бета равни, и алфа хеликси приказују дијаграмом. Атоми или везе нису експлицитно приказани, већ само протеинска основа као глатка цев.

|  |  |  |  |